# Hang Youth
Hang Youth is een Nederlandse punkrockband die in 2015 werd opgericht in Amsterdam. De band vestigde zich in de muziekscene door in dat jaar binnen een maand vier albums uit te brengen. De eerste albums kenmerken zich door titels in kapitalen en nummers die korter dan een minuut duren. Met uitgesproken punchlines legt Hang Youth hun sociale onvrede vast.

## Geschiedenis

### Oprichting (2015)
In 2007 werken de vier jeugdvrienden voor het eerst samen onder de naam The Don't Touch My Croque-Monsieurs. Hiermee brengen zij als collectief voor het eerst muziek uit, en doen ze liveoptredens op festivals en bij radiostations (onder andere 3FM). In mei 2015 brengen ze voor het eerst muziek uit onder de naam Hang Youth (vrij vertaald: "hangjongeren"). Via het platform Bandcamp brengt de band dat jaar het album HANG YOUTH uit: een hardcorepunkalbum met zestien nummers elk korter dan een minuut. Hang Youth voert een maatschappijkritische toon, op grove maar humoristische wijze. In diezelfde maand volgen nog drie albums van de band.
In 2016 werken bandleden Van Gijlswijk en Bos samen onder de naam Jonkoklapper. Hierna is het een tijd stil rond het collectief.

### Comeback (2020)
Te midden van de coronacrisis brengt Hang Youth weer muziek uit. Wederom ageert Hang Youth hierin tegen sociale problematiek en de gevestigde orde. De band flirt voor het eerst met andere genres. Zo brengen ze een ironische reggae-plaat uit genaamd CULTURAL APPROPRIATION, en verschijnt er - in opdracht van 3voor12 - een politieke countryballad in aanloop naar de verkiezingen.

#### Tweede Kamerverkiezingen (2021)
Begin januari 2021 eist de band "onmiddellijke verbetering van alles" met een posteractie voor Paradiso. Twee weken later brengen ze de single JULLIE HEBBEN 24 UUR uit. In hoeverre deze actie invloed heeft gehad op de Nederlandse politiek, is onduidelijk.
Tijdens de campagne voor de verkiezingen probeerde de band een vierde zege voor VVD-lijsttrekker en minister-president Mark Rutte te voorkomen met de campagne IK GEEF EEN NIER VOOR GEEN RUTTE IV. Een groot deel van de campagne vertrouwt op de deelname van fans. Zo worden posters en stickers gratis uitgedeeld, waarna ze al snel het straatbeeld vullen.
In de single HET KAN ME NIET LINKS GENOEG (maart 2021) prees de band de politieke agenda van BIJ1-lijsttrekker Sylvana Simons, die daarop bij de verkiezingen een zetel in de Tweede Kamer behaalde.

### Demonstraties
Hang Youth biedt regelmatig muzikale versterking bij demonstraties. In september 2020 trad de band op bij een blokkade van Extinction Rebellion (XR) op de Zuidas. Ze brachten het nummer LEG DE ZUIDAS IN DE AS ten gehore, dat op dat moment een maand uit was. In maart 2021 speelde de band op het Museumplein tijdens een demonstratie tegen het leenstelsel. Een maand later speelde de band nogmaals bij een betoging georganiseerd door XR, ditmaal in het Westerpark. Voor hun optreden bij het Woonprotest in het Westerpark (op 12 september 2021) schreef Hang Youth het nummer (GE)WOONBELEID ter ondersteuning. Een foto van een crowdsurfende Van Gijlswijk, tijdens dit woonprotest gemaakt door Bram Petraeus, won later een Zilveren Camera in zijn categorie. In november van dat jaar trad Hang Youth samen met Sophie Straat op bij een betoging tegen de ontruiming van Hotel Mokum. De band schreef het nummer IK BETAAL ME STUFI NIET TERUG samen met Gotu Jim voor hun optreden tijdens het Compensatieprotest op het Museumplein. In maart 2022 verzorgde de band muzikale begeleiding van de Klimaatstaking, georganiseerd door Fridays for Future op de Dam. Op 24 juni 2023 gaf de band een miniconcert in Velsen, bij een demonstratie op en rond het terrein van Tata Steel.  Tijdens de A12-blokkade op 9 september 2023 trad Hang Youth op bij de steundemonstratie. Naar aanleiding van de verkiezingswinst van de PVV in de Tweede Kamerverkiezingen 2023 vond op De Dam een demonstratie plaats waar Hang Youth op trad.

### Festivals (2022)
Als in 2022 de grote festivals hun terugkeer bekend maken, is Hang Youth op veel affiches te zien. In de zomer van 2022 geeft de band optredens op o.a. Pinkpop, Jera On Air, Down The Rabbit Hole en Lowlands. Op laatstgenoemde festival schrijft Hang Youth geschiedenis. Door een nieuwe vergunning mogen bands tot één uur optreden. Hang Youth is de eerste band die op dit tijdstip hun Lowlands-show doet.

## Leden

### Huidige leden
- Abel van Gijlswijk (frontman, zang)
- Kaj Bos (gitaar, back-up zang)
- Ben Kraak (basgitaar, piano, mondharmonica)
- Nout Kooij (drums, back-up zang)

### Extra leden bij live-optredens
- Dennis Duijnhouwer (roadie, back-up zang)
- Jonathan Rex (back-up gitaar)

## Discografie

### Albums
| Titel            | Datum van verschijnen |
| ---------------- | --------------------- |
| HANG YOUTH       | 10-05-2015            |
| GELD IS NEP      | 14-05-2015            |
| MEDIA AANDACHT   | 27-05-2015            |
| DOE HET ZELF     | 09-06-2015            |
| BOEL AAN DE HAND | 18-06-2020            |
| ALLES MOET BETER | 17-11-2020            |
| HET K-WOORD      | 11-06-2021            |
| BEN JE BANG?     | 17-03-2023            |
| ER IS HOOP*      | 18-10-2024            |

### Compilatiealbums
- VEEL SPULLEN ZIJN REDELIJK AAN DE PRIJS (WAAROM IS ALLES ZO KK DUUR: HET CROWDSOURCED REMIX-ALBUM)

Op 19 mei 2021 bracht Hang Youth een album uit met daarop 28 remixes van het nummer WAAROM IS ALLES ZO KK DUUR. Dit compilatiealbum kwam grotendeels tot stand d.m.v. creatieve crowdsourcing binnen de Hang Youth discord-server die tevens fungeert als fan community. Op 12 februari werd hier een wedstrijd uitgeschreven door de bandleden van Hang Youth. Alle inzendingen zijn door Abel gebundeld tot een album, en uitgebracht via Bandcamp. De eventuele opbrengsten van dit project gaan naar een goed doel.

### Singles
| Titel                                                             | Datum van verschijnen |
| ----------------------------------------------------------------- | --------------------- |
| DE OVERHEID NAAIT SEKSWERKERS (ZONDER CONSENT)                    | 15-09-2020            |
| KERST IS BEST OKAY ALS CULTUREEL WINTEREVENEMENT (MAAR MEER NIET) | 18-12-2020            |
| JULLIE HEBBEN 24 UUR                                              | 03-02-2021            |
| HET KAN ME NIET LINKS GENOEG                                      | 03-03-2021            |
| JE HAAT GEEN MAANDAG, JE HAAT KAPITALISME                         | 31-05-2021            |
| IK BETAAL ME STUFI NIET TERUG ft. Gotu Jim                        | 04-02-2022            |
| IN DE ARMEN VAN EEN FASCIST                                       | 11-03-2022            |
| DOOD VAN EEN ARBEIDSIMMIGRANT                                     | 21-11-2022            |
| STEEK DE MONA LISA IN DE FIK                                      | 22-02-2023            |
| PUNKPOLITIE                                                       | 01-09-2023            |

### Optredens (2020 - heden)
- 7 juli 2020, 3FM Live Box, Hilversum (live radiosessie "Boel aan de hand")
- 10 juli 2020, OCCII, Amsterdam (Hang Youth 3D Experience)
- 18 september 2020, Zuidas, Amsterdam (XR-demonstratie)
- 1 december 2020, 3FM Live Box, Hilversum (live radiosessie "Alles moet beter")
- 16 januari 2021, Oosterpoort, Groningen (Noorderslag 2021)
- 10 maart 2021, 3voor12 Radio (live radiosessie)
- 13 maart 2021, Museumplein, Amsterdam (demonstratie #nietmijnschuld)
- 16 maart 2021, Het Podium, Hoogeveen (verkiezingsshow)
- 11 april 2021, Westerpark, Amsterdam (XR-demonstratie)
- 29 april 2021, Melkweg, Amsterdam (testevenement)
- 12 september 2021, Westerpark, Amsterdam (HET WOONPROTEST)
- 15 oktober 2021, Patronaat, Haarlem (Klikofest 2021)
- 19 juni 2022, Megaland, Landgraaf (Pinkpop 2022)
- 23 juni 2022, Jera On Air, Ysselsteyn
- 2 juli 2022, Down The Rabbit Hole, Beuningen
- 17 juli 2022, Haltpop, Koog ad Zaan
- 20 augustus 2022, Lowlands, Biddinghuizen
- 24 maart 2023, Paradiso, Amsterdam